# Phocascaris netsiki
Phocascaris netsiki is een rondwormensoort uit de familie van de Anisakidae. De wetenschappelijke naam van de soort is voor het eerst geldig gepubliceerd in 1940 door Lyster.